# Sant Miquel de Valldàries
Sant Miquel de Valldàries o Sant Miquel del Castell de l'Aguda és una església del municipi de Vilanova de l'Aguda (Noguera) inclosa en l'Inventari del Patrimoni Arquitectònic de Catalunya.
És el centre religiós de la part alta del municipi de Vilanova de l'Aguda coneguda com la Vall. Era l'església del castell de l'Aguda quan aquest era d'Arnau Mir de Tost. S'emplaça al costat del cementiri.

## Història
La primera referència a aquesta església data del 1047, en què Borrell de Tarabau i la seva esposa cediren a Santa Maria de la Seu el castell de Valldàries. El 20 de juliol de 1051-52 tingué lloc la publicació sacramental del testament de Ranolf, que fou jurat sobre l'altar de Sant Miquel de l'Aguda «cuius baselica sita est infra terminos de castro Aguda de Valleria» pels testimonis Guillem Ranimir, Gombau Ató i Galit, en presència del jutge Ramon, dels sacerdots Isarn, Guillem i Bernat, d'altres homes i amb el vistiplau dels seus marmessors. La parròquia de l'Aguda també és consignada més endavant i així consta en la relació de dècimes del 1279 i el 1391 del bisbat d'Urgell.

## Arquitectura

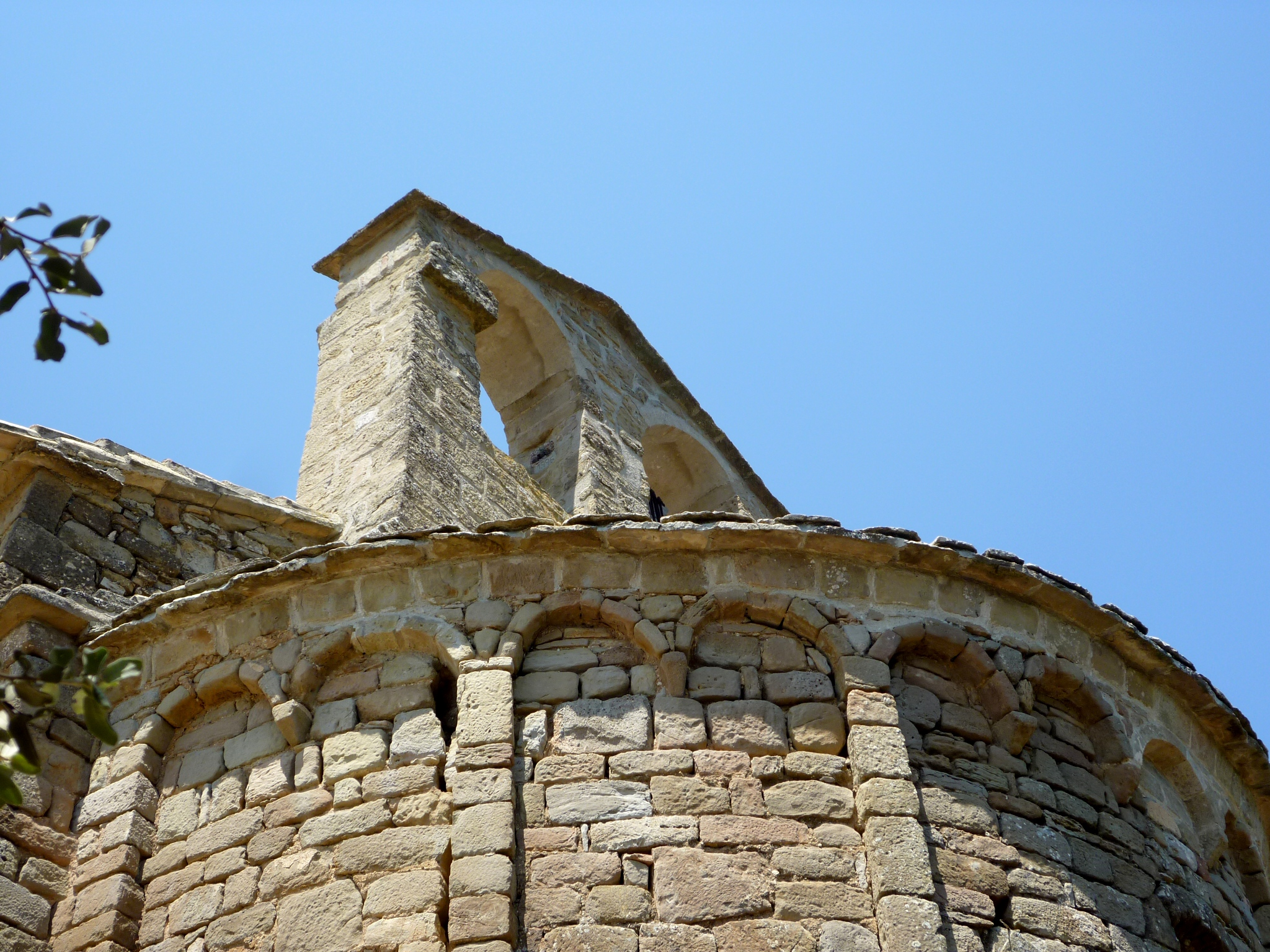
Sant Miquel de Valldàries Absis ornamentat amb decoració llombarda

És un edifici d'una nau que ha estat profundament transformada. Així, al mur nord, molt alterat, s'hi observen paredats dos arcs apuntats que devien obrir dues capelles, avui desaparegudes i una finestra circular tallada en un sol carreu. També hi ha la porta d'accés resolta amb una llinda que respon a una reforma de la porta original que devia obrir-se en aquest mateix mur. La nau és coberta amb una volta de canó amb llunetes, que substitueix el sostre original i és capçada a llevant per un absis semicircular. Els elements millor conservats són les façanes de ponent i migdia, i la de la conca absidal. La façana de ponent presenta una gran finestra convertida a circular aparentment d'esqueixada recta. A la façana sud, on es fa molt patent el sobre alçament de la nau, es conserven tres finestres de doble esqueixada (la central més esvelta que les altres). A l'absis, decorat amb motius llombards d'arcuacions sota el ràfec, hi ha una finestra de doble esqueixada, i en el punt d'unió entre nau i absis hi ha un campanar d'espadanya de dos ulls que respon al procés de reformes profundes que patí l'edifici. Les façanes originals són nues de decoració. L'aparell és de carreuons ben escairats disposats regularment en filades uniformes on s'observen diversos forats de bastida distribuïts ordenadament.
Tant les característiques constructives com l'ornamentació absidal, situen aquesta església com una obra característica de l'arquitectura del segle xi, fidel a les fórmules llombardes.